# Монте-Пиццута
Монте-Пиццута (итал. Monte Pizzuta) — гора высотой 1333 метра, является самой высокой вершиной горного хребта Палермские горы, а также второй по высоте вершиной на западе Сицилии. Находится на территории коммуны Пьяна-дельи-Албанези, в провинции Палермо.
Находится на охраняемой территории, которая является частью природного заповедника Серре-делла-Пиццута. На восточной стороне горы находится вход в горизонтальную пещеру Гротта-делль-Гарроне и вертикальную пещеру Дзуббьоне-делла-Пиццута (глубина 100 м). Покрыта лесами, доминирующим деревом в которых является остролист. Рядом с горой находится озеро Пьяна-дельи-Албанези. Гора состоит в основном из мезозойских пелагических известняков.
Геологическое происхождение восходит к нижнеюрскому периоду (около 250 миллионов лет тому назад). Горный массив состоит из колодки мезозойского возраста. Наличествуют различные формы хребтов, наряду с депрессиями, которые напоминают воронки. Карстовые процессы являются производными от происходящих атмосферных явлений, которые действуют на карбонатные породы источника. Эти процессы, как поверхностные, так и подземные, усилены в связи с химической коррозией вызванной подземными водами, что привело к возникновению пещер.
Вершина Монте-Пиццуты покрыта снегом. Зимой температура часто опускается ниже нуля. Осадки выпадают в основном в первой половине зимы, но не редки эпизоды конвекции в начале и конце лета, что приводит к образованию гроз. Из-за своей высоты, гора часто укрыта облаками. Здесь дуют сильные ветры.
В селениях у подножья горы живут потомки албанских беженцев, поселившихся здесь в средние века после завоевания Албании Османской империей. У италоалбанцев есть поговорка: «Монте-Пиццута зовёт нас» (алб. Mali i Picutës na thërret).